# Petrus Tyrgilli
Petrus Torkilsson (conosciuto anche come Peter Tyrgilsson, nome latinizzato in Petrus Tyrgilli o Thyrgilli; ... – 1366) è stato un arcivescovo cattolico svedese, Arcivescovo di Uppsala dal 1351 al 1366.
Il luogo e la data di nascita sono sconosciuti, ma viene menzionato per la prima volta dalle cronache nel 1320, quando era vicario di Färentuna. Fu cancelliere del sovrano di Svezia, re Magnus IV di Svezia nel 1340 e continuò a supportarlo durante le guerre civili degli anni 1360.